# Услуге са додатном вредношћу
Услуге са додатном вредношћу су популаран термин у телекомуникационој индустрији, за услуге које нису у основној понуди тј. све услуге ван стандардних позива и факс трансмисија. Такође могу се користити у било ком сектору бизниса, за услуге које су доступне за минималне или безтрошковне услуге, а све у циљу промовисања основне делатности.
На концептуалном нивоу услуге са додатном вредношћу додају вредност основној понуди, што подстиче претплатнике да користе своје телефоне све више, а самим тим повећавају просечан приход по кориснику.
У мобилној телефонији, услуге попут СМС, ММС и ГПРС се сматрају услугама са додатном вредношћу, такође треба правити разлику између стандардног (peer - to - peer) садржаја и наплативог садржаја.
Услуге са додатном вредношћу су подржане од стране самих мобилних оператера или од трећих лица који се називају провајдери услуга са додатном вредношћу. Провајдери услуга са додатном вредношћу обично су повезани са оператерима који користе протокол за размену кратких порука (Short Message Peer - to - Peer protocol - SMPP), повезујући се директно на сервисни центар кратких порука што дозвољава оператеру бољу контролу садржаја.

## Правна регулатива
Услуге са додатном вредношћу се регулишу у оквиру Закона о телекомуникацијама који важи од 24.4.2003. (Службени гласник: 44/03)
Ради унапређивања утврђене политике у области телекомуникација у Републици Србији, формира се Републичка агенција за телекомуникације (Рател), самостална и независна организација која врши јавна овлашћења, у складу са овим законом и прописима донетим на основу овог закона.
Процедура добијања дозволе за пружање ових услуга :

### Процедура за добијање дозволе
Свако правно или физичко лице које намерава да обавља делатност у области телекомуникација, подноси пријаву Агенцији за добијање дозволе за јавне телекомуникационе мреже и / или јавне телекомуникационе услуге, на начин предвиђен законом, осим ако је овим законом предвиђено да се одређена телекомуникациона делатност може обављати без претходно добијене дозволе. Право на добијање дозволе, под једнаким условима, има свако правно или физичко лице које испуни услове прописане овим законом.

### Врсте уговора
Уговори које склапа пружалац услуге:
- Кориснички уговор

Уговоре које склапа пружалац услуга са корисницима одређује међусобне односе у коришћењу основних и услуга са додатном вредношћу. Сваки овакав уговор мора да садржи и следеће : предмет уговора, важност уговора, подаци о кориснику услуга, заснивање претплатичког односа, трајање претплатичног односа, активирање и коришћење услуга, цене сервиса и начин плаћања услуга, обавезе пружалаца услуга, права пружалаца услуга у случају недозвољеног понашања корисника, обавезе корисника, опште одредбе, ограничење одговорности пружалаца услуга, престанак претплатичног односа, прелазне и завршне одредбе. Ови уговори су сачињени од стране пружалаца услуге и корисник нема никакве могућности преговарања нити мењања ставки уговора.
- Уговор о интерконекцији

Јавни телекомуникациони оператери услове међусобног повезивања својих телекомуникационих мрежа уређују уговором о интерконекцији, којим се нарочито уређују финансијски и технички услови интерконекције, а на основу општих услова које утврђује Агенција. Закључени уговори о интерконекцији обавезно се подносе на регистрацију Агенцији и подаци садржани у тим уговорима су доступни јавности, осим података који се сматрају пословном тајном.